# 林朝英 (金庸小說)
林朝英是金庸武俠小說《神鵰俠侶》的人物，古墓派的開山祖師，她是小龍女和李莫愁的師祖，楊過的太師祖。門人皆尊稱她「祖師婆婆」，是個傳奇人物。在故事開始時，甚至於《射鵰英雄傳》開始前已逝去多年。為金庸小說中武功絕頂的高手之一。
林朝英容貌極美，秀眉入鬢，眼角之間卻隱隱帶著一層殺氣，與王重陽是一對冤家情侶，二人有一段苦戀。

## 生平
林朝英不單容貌絕美，且更是一個絕頂武學奇才，只有为天下五绝之首的“中神通”王重阳可与之匹敌，武功號稱勝其他四絕（東邪、南帝、西毒、北丐）和「老頑童」周伯通，但沒有真正交過手，僅從丘處機口述介紹，但或許丘處機有提升自家本師之嫌，因為林朝英和王重陽比武較量的時間遠早於華山論劍。
心中戀慕王重阳，而王重阳对她也十分尊敬欣赏。但兩人性格皆高傲不群，始終不願向對方坦然表達愛意，以致未能長相廝守。
曾經使用计谋击败王重阳，逼使他在看她自殺身亡、出家为道士、跟她一起在古墓中长相厮守三選一。但即使這樣，她也无法如愿以償。王重阳宁愿把自己所建的古墓让给她居住，自己另在古墓不远处盖了全真观，出家为道士。
林朝英敢于主动追求，然而爱情不能勉强，實屬无可奈何，因此成為怨婦。 
跟王重陽比試時，使巧計以手指在石上刻字而取勝，從此得「活死人墓」作居所。
自此一直住在活死人墓中，與全真教作鄰居。
對王重陽念念不忘，一邊施行禁慾教育，教授弟子，拜師前對王重陽畫像吐口水，一邊在墓裡存放著珍貴嫁妝和王重陽的書信，卻始終未能償願與之共偕連理，最後落得鬱鬱而終。
自創《玉女心經》以剋制全真教的武功，但實際上可與之調情互補。
以王重陽相贈的寒玉床來幫助練功，也將一身武功傳授給自己的丫鬟。

## 武功
玉蜂针
乃是细如毛发的金针，六成黄金、四成精钢，以玉蜂尾刺上毒液沾过，虽然细小，但因黄金沉重，掷出时仍可及远。
冰魄银针
针身镂刻花纹，打造精致，此针剧毒无比，一碰即中毒，皮肤全成黑色，若被碰破皮肤，顷刻便要丧命。
美女拳法
拳法每一招都是模拟一位古代美女，将千百年来美女变幻莫测的神韵仪态化入其中，施展出来或步步生莲，或依依如柳，於婀娜妩媚中击敌制胜。
玉女剑法
剑招凌厉，而且讲究丰神脱俗，姿式娴雅，飘身而进，姿态飘飘若仙。
天罗地网势
手法迅速，使出来绵密无比，威力不弱过手裏有剑，双手能挡住九九八十一只麻雀，不让一只漏出。
银索金铃索法
以金铃索施展，招式精妙，变幻莫测，以攻敌穴道为主，索式夭矫似灵蛇，圆转如意。
捕雀功
絕頂輕功，飄逸靈動。練習到一定階段可以以繩為床。
玉女心经
《神雕侠侣》中讲述，玉女心经是由当年古墓派祖师林朝英独居古墓时创下。
林朝英撰述玉女心经，虽是要克制全真派武功，但因其对王重阳始终情意不减，所以撰述到最后一章玉女素心剑之时，林朝英幻想终有一日能与意中人并肩击敌，因之玉女心经的最后这一章的武术特别地有转喻之意。
玉女素心剑法
《玉女心经》最後一章的武功，此剑法原须男子使「全真剑法」，女子使「玉女剑法」，尤如王重陽林朝英二人双剑合璧，威力無窮，天下再無人能擋；但招意情意綿綿，故殺傷力並非絕強。

## 相關人物
- 愛人：王重陽
- 徒弟：自己的丫鬟
- 第三代傳人：李莫愁、小龍女

## 影视形象

### 劇集
- 丁櫻：香港佳藝電視《神鵰俠侶》（1976年）
- 關菊英：香港無綫電視《神鵰俠侶》（1983年）
- 梁藝齡：香港無綫電視《中神通王重陽》（1992年）
- 馮曉文：香港無綫電視《神鵰俠侶》（1995年）
- 于子愉：中國中央電視台《神鵰俠侶》（2006年）
- 董璇：中國華夏視聽、於正工作室聯合出品《神鵰俠侶》（2014年）
- 蘇青：中國芒果娛樂、盛夏星空傳媒聯合出品《新神鵰俠侶》（待播）